# FileMaker
FileMaker Pro è un database multipiattaforma sviluppato da FileMaker Inc., conosciuto per essere un database che combina potenza e facilità d'uso. È anche conosciuto per la stretta integrazione del database e dell'interfaccia grafica: ad esempio per modificare un database basta prelevare un elemento e trascinarlo in un layout/schermo o form. Il motore automaticamente rileverà il nuovo elemento e provvederà a tenerne conto durante le interrogazioni. 
Il programma non si basa sulla filosofia della programmazione orientata agli oggetti, anche se ne mutua molte caratteristiche: infatti, viene definito un ambiente di sviluppo "quasi-object", dato che la base dello sviluppo è la manipolazione di entità chiamate oggetti, ma il database non supporta molte delle caratteristiche avanzate previste dal paradigma della programmazione a oggetti. Questa peculiare gestione dei dati lo rende un prodotto unico e, sotto molti punti di vista, lo rende difficile da confrontare con i prodotti concorrenti, dato che questi sono basati su paradigmi diversi.
FileMaker è stato uno dei primi database presentati per Apple Macintosh all'inizio degli anni ottanta.
FileMaker è disponibile per la piattaforma Macintosh e la piattaforma Microsoft Windows, ed è in grado di utilizzare una rete locale mista (composta da computer Macintosh e Windows). FileMaker è un prodotto scalabile, è disponibile una versione per le postazioni degli utenti e per i server e esiste una versione in grado di interfacciarsi a siti web e a dispositivi mobili.

## Storia
Inizialmente, FileMaker nasce come un programma a riga di comando chiamato Nutshell. Il programma venne sviluppato dalla Nashoba Systems di Concord, nel Massachusetts negli anni 1982/1983. NutShell venne distribuito da Leading Edge, un supermercato di elettronica nato in quegli anni e indirizzato alla vendita di prodotti per IBM-Compatibili.
Con la realizzazione della versione per Macintosh, Nashoba combinò il motore di gestione con una nuova interfaccia grafica creando un programma molto semplice da usare. Leading Edge non era interessata a questa nuova versione del prodotto, preferendo rimanere concentrata sulla vendita di prodotti per macchine MS-DOS, ma impose a Nashoba di non utilizzare il nome Nutshell sul nuovo prodotto per non creare confusione nei possibili acquirenti. Nashoba allora si accorda con la società Forethought e presenta il programma nel mercato Macintosh con il nome di FileMaker. Con la presentazione del Macintosh Plus Nashoba presenta la nuova versione del programma chiamandola FileMaker Plus.
Forethought venne acquisita da Microsoft che era alla ricerca di programmi da utilizzare per creare il nucleo di Microsoft Office. Microsoft ha già un proprio database, Microsoft File e quindi rivende a Nashoba FileMaker. Nel 1988 viene presentata la versione 4 di FileMaker.
Poco dopo Apple crea Claris, una società sussidiaria dedicata allo sviluppo del software. Claris contatta Nashoba per FileMaker e poco dopo decide di acquisire il programma. Nello stesso periodo Nutshell e Leading Edge falliscono per via della concorrenza dei prodotti DOS e Windows. FileMaker intanto continua a riscuotere successi nella piattaforma Macintosh.
Claris modifica il nome del programma in FileMaker II per mantenere una compatibilità stilistica con i suoi prodotti come MacWrite II ecc. Si susseguono una serie di versioni minori fino al 1990, quando viene presentato FileMaker Pro 1.0. Fino ad ora FileMaker è un'applicazione disponibile solo per computer Macintosh.
Uno dei punti chiave della storia di FileMaker lo si ebbe con la versione 2.0, questa versione venne sviluppata anche per la piattaforma Windows. Sviluppare questa versione ampliò il potenziale bacino di utenti e rese nel contempo FileMaker una applicazione multipiattaforma. La versione 3.0 invece apportò delle significative modifiche alla gestione delle relazioni e al linguaggio di scripting.
Nel 1995 FileMaker era l'unico prodotto della Claris che continuava a vendere bene, gli altri prodotti avevano progressivamente perso quote di mercato e oramai rappresentavano solo una piccola frazione del bilancio della Claris. Apple decise di chiudere la Claris, alcuni programmi vennero inclusi in AppleWorks mentre gli altri programmi vennero dismessi tranne FileMaker. Per il database venne creata la società FileMaker, inc che avrebbe portato avanti lo sviluppo del programma e ne avrebbe chiarificato la posizione nel mercato.
Sin dalla sua formazione la società ha investito molte risorse nello sviluppo di FileMaker. La versione 7 di FileMaker Pro presentata nel marzo 2004 porta i file gestiti a 8 Terabyte (la versione precedente supportava al massimo file da 2 Gigabyte). I singoli campi vennero portati a 2 Gigabyte (la precedente versione supportava al massimo dimensioni di 64 kilobyte) e il modello relazionale di FileMaker venne potenziato e arricchito, offrendo tabelle multiple per i file e un editor grafico per la gestione delle relazioni e le loro manipolazioni. Le tabelle delle relazioni vengono comunque mostrate agli utenti nella familiare vista entità-relazione.

## Descrizione
Chiave di FileMaker è il motore del database che è in grado di manipolare direttamente entità come tabelle di ricerca, schermi, rapporti, ecc. Molti database tengono separata la visualizzazione dei risultati dalla loro elaborazione e memorizzazione. Fino a poco tempo fa FileMaker salvava ogni tabella in un file separato (utilizzando link relazionali per gestire i vari file). Ogni tabella aveva quindi una propria interfaccia separata. Con la versione 7 di FileMaker Pro si è aggiunta la possibilità di salvare più tabelle nello stesso file, questo rende molto semplice la gestione delle tabelle e la loro modifica ma in caso di progetti molto grandi e articolati può risultare uno svantaggio dato che salvare tutte le tabelle in un unico file tende a rendere il programma lento e la manutenzione della varie tabelle difficile.
FileMaker fornisce delle API per permettere agli sviluppatori terzi di realizzare dei programmi che si integrino con FileMaker e ne aumentino le potenzialità.
Dalla versione di FMPRO.7, sono stati introdotti i potenti "Parametri Script" abbinabili agli oggetti, i quali permettono di ridurre drasticamente il numero di script all'interno di un applicativo.
Per migliorare l'informazione a livello di utente, è ora possibile attribuire un "tool-tips",ad ogni oggetto presente nei formati.
Diverse nuove funzionalità sono state introdotte con le versioni 8.0 e 8.5 Advance.
Molto potenti e versatili, sono le variabili (locali e globali), utilizzabili all'interno degli script.
Il "Web viewer", è in grado di visualizzare e aggiornare estemporaneamente, pagine e informazioni provenienti da internet.
È ora consentito attribuire un nome a oggetti, quali pulsanti; portali; campi...
L'introduzione dei "Tab-Panel" migliora l'aspetto grafico e permette di alleggerire l'applicazione riducendo il numero dei formati.
Nel mese di luglio 2007 viene presentata la versione 9.0. Questa versione introduce nella gestione dei dati Filemaker una più rapida gestione dei database grazie all'avvio rapido, la gestione della formattazione dei campi condizionata secondo dei parametri, una condivisione dei database tramite link ipertestuali, nonché la gestione di PDF multipli nei report e la gestione degli aggiornamenti automatici del programma. Per i database SQL una migliore gestione delle fonti SQL. La versione 9 migliora gli strumenti di gestione dell'interfaccia grafica rendendo più semplice il test dell'interfaccia grafica al variare della risoluzione dello schermo.
Nei primi giorni del mese di gennaio 2009, viene presentata la nuova versione "FMPRO.10, caratterizzata da nuove funzionalità.
Quella più appariscente è la nuova barra di stato contenente gli strumenti necessari per lo sviluppo.
Una significativa e attesa funzione è quella dei "trigger" che consentono di gestire tramite script gli eventi legati all'immissione dei dati nei campi.
Altra utile novità è quella per memorizzare una o più procedure di ricerca per essere facilmente richiamate in un secondo tempo.
I nuovi resoconti "dinamici" permetteranno di visualizzare stampe dettagliate e personalizzate.
Con la nuova versione è consentito inviare messaggi di posta elettronica in modo diretto, tramite SMTP.
Il 10 maggio 2016 viene presentata la versione 15.0 che aggiunge alcune correzioni ed implementa nuove funzioni come ad esempio, il supporto al Touch ID di Apple e al 3D Touch, tecnologie implementate sugli ultimi iPhone dell'azienda di Cupertino, o per esempio l'aggiunta del supporto ai certificati SSL per la versione Server di FileMaker. Inoltre un'utilissima funzione di analisi dell statistiche può individuare autonomamente qualsiasi tipo di rallentamento all'interno del database, inoltre alcuni processi vengono eseguiti automaticamente in background consentendo all'utente di continuare a lavorare senza alcuna interruzione.

## Storia delle versioni
| Data           | Versione | Pubblicato da             |
| -------------- | --- | ------------------------- |
| Aprile 1985    | FileMaker, v1.0 | Forethought Inc.          |
| Ottobre 1986   | FileMaker Plus, v2.1 | Nashoba Systems           |
| Giugno 1988    | FileMaker 4, v 4 | Nashoba Systems           |
| Agosto 1988    | FileMaker II, v 1.0 | Claris Corporation        |
| Luglio 1989    | FileMaker II, version 1.1v2                                                                                             | Claris Corporation        |
| Ottobre 1990   | FileMaker Pro 1.0v1 | Claris Corporation        |
| Marzo 1991     | FileMaker Pro 1.0v2 | Claris Corporation        |
| Marzo 1992     | FileMaker Pro 1.0v3 | Claris Corporation        |
| Settembre 1992 | FileMaker Pro 2.0v1 | Claris Corporation        |
| Ottobre 1992   | FileMaker Pro 2.0v2 | Claris Corporation        |
| Marzo 1993     | FileMaker Pro 2.0v3 | Claris Corporation        |
| Aprile 1993    | FileMaker Pro 2.0v4 | Claris Corporation        |
| Agosto 1993    | FileMaker Pro 2.1v1 | Claris Corporation        |
| Febbraio 1994  | FileMaker Pro 2.1v2 | Claris Corporation        |
| Giugno 1994    | FileMaker Pro 2.1v3/SDK 2.1                                                                                             | Claris Corporation        |
| Luglio 1994    | FileMaker Pro Server 2.0v FileMaker Pro SDK 2.1v1                                                                       | Claris Corporation        |
| Luglio 1994    | FileMaker Pro Server 2.0v FileMaker Pro SDK 2.1v1                                                                       | Claris Corporation        |
| Marzo 1995     | FileMaker Pro Server 2.1v1                                                                                              | Claris Corporation        |
| Dicembre 1995  | FileMaker Pro 3.0v1 | Claris Corporation        |
| Gennaio 1996   | FileMaker Pro Server 3.0v1 FileMaker Pro 3.0v3                                                                          | Claris Corporation        |
| Gennaio 1996   | FileMaker Pro Server 3.0v1 FileMaker Pro 3.0v3                                                                          | Claris Corporation        |
| Gennaio 1996   | FileMaker Pro Server 3.0v1 FileMaker Pro 3.0v3                                                                          | Claris Corporation        |
| Giugno 1996    | FileMaker Pro 3.0v4 FileMaker Pro SDK 3.0v1                                                                             | Claris Corporation        |
| Giugno 1996    | FileMaker Pro 3.0v4 FileMaker Pro SDK 3.0v1                                                                             | Claris Corporation        |
| Settembre 1997 | FileMaker Pro 4.0v1 | Claris Corporation        |
| Maggio 1998    | FileMaker Pro 4 Developer Edition                                                                                       |                           |
| Giugno 1999    | FileMaker Pro 4.1v2 | FileMaker, Inc.           |
| Settembre 1999 | FileMaker Pro 5.0v1 FileMaker Server 5                                                                                  | FileMaker, Inc.           |
| Novembre 2001  | FileMaker Pro 5.5v1 | FileMaker, Inc.           |
| Settembre 2002 | FileMaker Pro 6.0v1 | FileMaker, Inc.           |
| Marzo 2004     | FileMaker Pro 7.0v1 | FileMaker, Inc.           |
| Maggio 2004    | FileMaker Pro 7.0v2 | FileMaker, Inc.           |
| Ottobre 2004   | FileMaker Pro 7.0v3 | FileMaker, Inc.           |
| Agosto 2005    | FileMaker Pro 8 | FileMaker, Inc.           |
| Gennaio 2006   | FileMaker Mobile 8 | FileMaker, Inc.           |
| Luglio 2006    | FileMaker Pro 8.5 | FileMaker, Inc.           |
| Agosto 2006    | FileMaker Pro 8.5.0v1                                                                                                   | FileMaker, Inc.           |
| Luglio 2007    | FileMaker Pro 9.0 FileMaker Pro/Server 9                                                                                | FileMaker, Inc.           |
| Gennaio 2008   | FileMaker Pro 9.0.0v3                                                                                                   | FileMaker, Inc.           |
| Gennaio 2009   | FileMaker Pro 10.0v1 FileMaker Pro/Server 10                                                                            | FileMaker, Inc.           |
| Marzo 2010     | FileMaker Pro 11.0v1 FileMaker Pro/Server 11                                                                            | FileMaker, Inc.           |
| Luglio 2010    | FileMaker Go 1.0 | FileMaker, Inc.           |
| Settembre 2010 | FileMaker Go 1.1 | FileMaker, Inc.           |
| Aprile 2011    | FileMaker Go 1.2 | FileMaker, Inc.           |
| Settembre 2011 | FileMaker Pro/Advanced 11.0v4                                                                                           | FileMaker, Inc.           |
| Aprile 2012    | FileMaker Pro/Advanced 12 FileMaker Server 12 FileMaker Go 12                                                           | FileMaker, Inc.           |
| Gennaio 2013   | FileMaker Pro/Advanced 13 FileMaker Go 13 FileMaker Server 13                                                           | FileMaker, Inc.           |
| Maggio 2015    | FileMaker Pro/Advanced 14 FileMaker Server 14 FileMaker Go 14                                                           | FileMaker, Inc.           |
| Agosto 2015    | FileMaker Pro 14.0.2 | FileMaker, Inc.           |
| Maggio 2016    | FileMaker Pro/Advanced 15 FileMaker Server 15 FileMaker Go 15                                                           | Filemaker, Inc.           |
| Maggio 2016    | FileMaker Pro/Advanced 15 FileMaker Server 15 FileMaker Go 15                                                           | Filemaker, Inc.           |
| Maggio 2016    | FileMaker Pro/Advanced 15 FileMaker Server 15 FileMaker Go 15                                                           | Filemaker, Inc.           |
| Settembre 2016 | Filemaker Cloud 1.0 | Filemaker, Inc.           |
| Maggio 2017    | Filemaker 16.0 Filemaker 16.0 server Filemaker Go 16                                                                    | Filemaker, Inc.           |
| Maggio 2018    | Filemaker 17.0 Filemaker 17.0 server Filemaker Go 17                                                                    | Filemaker, Inc.           |
| Maggio 2019    | Filemaker 18.0 Filemaker 18.0 server Filemaker Go 18                                                                    | Filemaker, Inc.           |
| Giugno 2020    | FileMaker Pro 19. FileMaker Server19 FileMaker Go for iPad 19 FileMaker Go for iPhone and iPod touch 19 FileMaker Cloud | Claris International Inc. |
| Maggio 2023    | Claris FileMaker 2023 Claris Connect Piattaforma Claris Claris Pro Claris Studio                                        | Claris International Inc. |